# Liasis
Liasis é um gênero de serpentes (pitões) da família Pythonidae, do qual se conhecem 4 espécies. Estas serpentes são ágeis na água, embora não passem tanto tempo como se supõe na água. Não têm veneno, e são constritoras relativamente pequenas (em comparação com parentes da sua família) visto que geralmente não superam os 2,50 m de comprimento, embora exemplares de 4 m surjam ocasionalmente. O seu habitat é na Indonésia (Pequenas Ilhas da Sonda), Nova Guiné e norte e oeste da Austrália.

## Espécies
Reconhecem-se as seguintes:
- Liasis fuscus Peters, 1873 - pitão-café-aquática
- Liasis mackloti Duméril & Bibron, 1844 - pitão-de-macklot
- Liasis olivaceus Gray, 1842 - pitão-oliva
- Liasis savuensis (Carmichael, 2007) (subes.p Liasis mackloti savuensis)